# Johannes Suter
Johannes Suter (* 25. November 1847 in Lampenberg; † 13. Mai 1912 in Liestal; heimatberechtigt in Lampenberg) war ein Schweizer Tierarzt und Politiker.

## Leben
Johannes Suter war Sohn eines Bauern. Nach Schulen und Privatunterricht in Lampenberg und Waldenburg besuchte er Tierarzneischulen in Zürich und Bern und bildete sich in Berlin weiter. 1872 eröffnete er in Lampenberg eine Veterinärspraxis, die er bereits im folgenden Jahr nach Liestal verlegte.
1872–1873  und 1893–1911 vertrat er die Freisinnigen im Landrat des Kantons Baselland, 1891–1912 gehörte er zudem dem Nationalrat an. Als Politiker engagierte er sich vor allem in landwirtschaftlichen Fragen. Er war Präsident der Gesellschaft Schweizerischer Tierärzte und des Landwirtschaftlichen Vereins Basel-Landschaft. 1909–1912 gehörte er dem Vorstand des Schweizerischen Bauernverbands an.